# Cucullia boryphora
Cucullia boryphora là một loài bướm đêm thuộc họ Noctuidae. Nó được tìm thấy ở the semi-arid và xeromountain areas của Cận Đông và Trung Đông, from the European part of miền nam Nga tới Turkestan, miền tây Himalaya (miền bắc Pakistan), Afghanistan, Iran, Ả Rập Xê Út và Các Tiểu vương quốc Ả Rập Thống nhất.
Con trưởng thành bay từ tháng 2 đến tháng 4. Có một lứa một năm.
Ấu trùng có thể ăn các loài Artemisia.